# Långsjön (Misterhults socken, Småland)
Långsjön är en sjö i Oskarshamns kommun i Småland och ingår i Viråns huvudavrinningsområde. Sjön är 2,8 meter djup, har en yta på 0,075 kvadratkilometer och befinner sig 28 meter över havet.